# Tchèque
Cette page contient des caractères spéciaux ou non latins. S’ils s’affichent mal (▯, ?, etc.), consultez la page d’aide Unicode.
Pour l’article ayant un titre homophone, voir Tchek.
Cet article concerne la langue tchèque. Pour le peuple tchèque, voir Tchèques. Pour la race de poule, voir Poule Tchèque.
Le tchèque (en tchèque : čeština /ˈtʃɛʃcɪna/ ) fait partie des langues slaves occidentales, avec le kachoube, le polonais, le slovaque et le sorabe, branche de la famille des langues indo-européennes. Il est principalement parlé en Tchéquie, ce qui représente environ onze millions de locuteurs.
Le tchèque est la langue officielle et majoritaire en République tchèque, mais il est aussi reconnu comme langue officielle locale en Croatie, notamment dans certaines municipalités où la communauté tchèque est présente. Cette reconnaissance garantit son usage dans l’administration, l’éducation et la vie publique, conformément à la législation croate sur les minorités nationales[source insuffisante].
Le tchèque est très proche du slovaque et, à un moindre degré, du polonais et du ruthène. La plupart des adultes tchèques et slovaques sont capables de se comprendre mutuellement sans difficulté. En effet, ils ont été, à l'époque de la Tchécoslovaquie, en contact permanent avec les deux langues par l'intermédiaire de la radio et de la télévision nationale. Les écoles également proposaient aux enfants des contes dans la seconde langue pour les familiariser. Chacun était bilingue jusqu'à la partition de la Tchécoslovaquie le 1er janvier 1993. Aujourd'hui encore, Tchèques et Slovaques ont des programmes de télévision communs. Malgré cela, les plus jeunes qui n'ont pas connu l'époque de la Tchécoslovaquie peuvent éprouver des difficultés de compréhension lors de l'emploi de certains mots très différents, ou d'une expression orale trop rapide. Cependant, le tchèque pouvait[réf. nécessaire] encore s'employer dans une communication officielle avec les autorités slovaques et tous les documents de la Tchéquie doivent être acceptés grâce à la loi 270/1995 et la loi additionnelle 318/2009.
En raison de sa complexité, le tchèque est considéré comme difficile à apprendre. Cette complexité provient principalement d'une grande variété dans la morphologie et dans la syntaxe. Comme dans toutes les langues slaves (à l'exception du bulgare moderne et du macédonien moderne), les mots (les noms, pronoms et adjectifs) se déclinent selon leur rôle dans la phrase. Sous cet aspect, la grammaire du tchèque et des langues slaves est plus proche des origines indo-européennes que les autres langues indo-européennes, dans lesquelles les déclinaisons se sont appauvries (comme en allemand), ou même ont pratiquement disparu (comme en français).

## Histoire de la langue tchèque
Le tchèque se développe à la fin du premier millénaire, à partir du protoslave. Quelques traits du vieux slave survivent dans le vieux tchèque, comme le jery, la nasalisation (ę et ǫ), la palatalisation ou le système de conjugaison avec quatre temps du passé (aoriste, aspect accompli/inaccompli, plus-que-parfait). Ces traits subsistent jusqu'à la fin du XVe siècle.
On a peu de témoignages écrits de la plus ancienne période car peu de gens savaient lire et écrire. Le latin remplit alors le rôle de langue littéraire avec, parfois, le vieux slave. Le premier témoignage écrit du tchèque consiste en deux phrases de la charte fondatrice du chapitre de Litoměřice en 1057 : Pavel dal jest Ploškovicích zemu. Vlach dal jest Dolas zemu Bogu i svjatemu Scepanu se dvema dušníkoma Bogucos a Sedlatu.www.fi.muni.cz
Au Moyen Âge, le tchèque commence à se distinguer du vieux slave. Entre les XIIe et XIIIe siècles, la transformation du son g en h apparaît. Ainsi le vieux slave glova (« tête ») qui a donné głowa en polonais, голова golova en russe et ukrainien, donne hlava en tchèque. Le XIIIe siècle voit l'apparition du ř à partir du r mou du vieux slave.
Au XIVe siècle, le tchèque pénètre dans la littérature et l'administration. Les premiers livres en tchèque apparaissent. Charles IV du Saint-Empire fait traduire la Bible en tchèque. Au niveau phonétique, sans doute du fait de l'importante immigration allemande et du fait que la cour devient germanophone, le f fait son entrée dans la langue tchèque alors qu'il est absent du vieux slave et était, dans les mots latins lexicalisés en tchèque pour des raisons religieuses, remplacé par les lettres p ou b.
Entre les XIVe et XVe siècles, une réforme de l'orthographe introduit dans le tchèque les signes diacritiques. Jan Hus, sans qu'il soit certain qu'il en fût l'auteur, est l'ardent défenseur de cette innovation. À partir du XVe siècle, les Tchèques ne prononcent plus différemment le y (dit « i dur » dans les langues slaves, qui était la voyelle fermée centrale non arrondie) et le i (dit « i mou »). Prononcé i, l'orthographe conserve cependant le y.
La littérature tchèque écrite connaît un important développement après la découverte de l'imprimerie au XVIe siècle. La bible de Kralice devient alors un exemple de tchèque littéraire. Après 1620 le tchèque connaît un certain déclin, à cause de l'émigration forcée des intellectuels non catholiques comme Comenius ou Pavel Stránský. Peu à peu, l'allemand prend le pas, et tend à devenir la langue de l'éducation et de la science.
Grâce aux efforts des membres de la renaissance nationale tchèque, la langue tchèque est de nouveau exaltée aux XVIIIe et XIXe siècles. L'école fait d'importants efforts pour en refaire une langue littéraire. La langue se détache d'archaïsmes datant de la bible de Kralice. C'est à cette époque que le tchèque littéraire obtient sa forme actuelle.
La question de la langue tchèque agite la vie politique de l'Autriche-Hongrie ; en 1897, le Décret sur les langues du 5 avril 1897 est à l'origine de troubles en Bohême et Moravie.

## Écriture
L'alphabet tchèque est issu de l'alphabet latin, auquel ont été ajoutées des lettres modifiées par des signes diacritiques, notamment sur certaines consonnes comme c, s, z, r et qu'on a enrichi du digramme « ch ».
L'orthographe du tchèque est étymologique et phonétique. La grande majorité des lettres se prononcent.

### Ordre alphabétique et valeur des graphèmes
La transcription suit les usages de l'alphabet phonétique international.
| A   | B   | C    | Č    | D   | (Ď)   | E   | F   | G   | H   | CH  | I   | J   | K   | L   | M   | N   | (Ň)   | O   | P   | Q    | R   | Ř   | S   | Š   | T   | (Ť)   | U   | V   | W   | X    | Y   | Z   | Ž   |
| a   | b   | c    | č    | d   | (ď)   | e   | f   | g   | h   | ch  | i   | j   | k   | l   | m   | n   | (ň)   | o   | p   | q    | r   | ř   | s   | š   | t   | (ť)   | u   | v   | w   | x    | y   | z   | ž   |
| [a] | [b] | [ts] | [tʃ] | [d] | ([ɟ]) | [ɛ] | [f] | [ɡ] | [ɦ] | [x] | [ɪ] | [j] | [k] | [l] | [m] | [n] | ([ɲ]) | [ɔ] | [p] | [kv] | [r] | [r̝] | [s] | [ʃ] | [t] | ([c]) | [u] | [v] | [v] | [ks] | [ɪ] | [z] | [ʒ] |

Les lettres « i » et « y » notent toutes les deux le phonème [i], en indiquant le caractère respectivement dur (articulation vélaire) ou mou (articulation palatale) de la consonne qui précède (cf. « Système phonologique », infra) ; cette distinction affecte peu le timbre vocalique lui-même. Toutefois, ce procédé orthographique n'est valide que pour les consonnes dentales t-d ou alvéolaire n et, de surcroît, n'est pas observé de manière systématique dans les mots d'emprunt. Il s'ensuit que le choix entre « i » et « y » constitue une difficulté orthographique. Dans les mots d'origines étrangères, di se prononce comme [dj]. La consonne d n'est pas molle.
De la même façon s'opposent les lettres e et ě notant [e]. Par exemple, « tě » représente « ťe », soit [t'e].
Dans tous les autres cas, la mouillure est représentée par l'ajout du signe háček (« ˇ » dit caron – accent circonflexe inversé) sur « t », « d » et « n » : « ť », « ď », « ň » (majuscules « Ť » « Ď » « Ň ») ; ces dernières ne sont pas traitées comme des lettres de l'alphabet à part entière.
Dans les lettres surmontées du háček représentées dans l'alphabet, ce signe ne marque pas le trait phonétique de mouillure (on verra plus bas qu'elles sont toutefois assimilées à des molles dans les déclinaisons) :
- « č » (/tʃ/) comme dans « tchèque »
- « ř » (/r̝/) entre rch et rj comme dans « Dvořák » écouterⓘ
- « š » (/ʃ/) comme dans « chameau »
- « ž » (/ʒ/) comme dans « jouer »

Enfin, l'alphabet n'accorde pas de place propre aux lettres voyelles accentuées, qui représentent des sons vocaliques longs :
- /aː/ est représenté par la lettre á
- /ɛː/ est représenté par la lettre é
- /iː/ est représenté par les lettres í et ý : díl « partie » - dým (fumée)
- /ɔː/ est représenté par la lettre ó
- /uː/ est représenté par les lettres ů et ú : dům (maison) - úhel (angle) (ú s'emploie à l'initiale des morphèmes, dans le mot ocún (colchique), dans certains mots préfixés comme trojúhelník (triangle) et dans les mots étrangers))

## Système phonologique
Les traits pertinents qui rendent aisément reconnaissable le tchèque sont la différence entre voyelles longues et courtes, la différence entre consonnes dures et molles (malgré son faible rendement) et les consonnes notée « ř » et « h », l'accent fixe initial. On classe ci-dessous les phonèmes suivant la dichotomie traditionnelle consonnes vs. voyelles, bien qu'elle soit difficile à mettre en œuvre en tchèque (cf. les diphtongues et les sonantes).

### Voyelles
Les voyelles tchèques sont soit courtes, soit longues, ce qui affecte peu leur timbre (le tableau sous forme d'image suivant confond [ɔ] et [o]) :
Cette différence de longueur permet d’opposer des mots (elle est phonologiquement pertinente), comme le montrent les paires minimales suivantes :
- sad [sat] ~ sát [saːt]
- bal [bal] ~ bál [baːl]
- kaž [kaʃ] ~ káš [kaːʃ]
- lek [lɛk] ~ lék [lɛːk]
- len [lɛn] ~ lén [lɛːn]
- sled [slɛt] ~ slét [slɛːt]
- bor [bɔr] ~ bór [bɔːr]
- chor [xɔr] ~ chór [xɔːr]
- mot [mɔt] ~ mód [mɔːt]
- sir [sɪr] ~ sýr [siːr]
- Žid [ʒɪt] ~ žít [ʒiːt]
- kil [kɪl] ~ kýl [kiːl]
- dul [dul] ~ důl [duːl]
- nuž [nuʃ] ~ nůž [nuːʃ]
- ruš [ruʃ] ~ růž [ruːʃ]

La nature de cette opposition partage les spécialistes :
- certains estiment qu’il faut compter dix voyelles ; le trait de longueur serait qualitatif (donc fondé sur une différence de timbre ?) ;
- d’autres estiment que c’est essentiellement une opposition de quantité : les longues sont réputées d’une durée approximativement deux fois supérieure aux courtes ;
- le schéma ci-dessus, qui fait ressortir le caractère sensiblement plus palatal de [i], suggère un traitement propre pour les voyelles antérieures d’aperture minimale : cela ferait six voyelles en tout.

En tout état de cause, cette longueur n’est pas un simple redoublement de voyelles: il n’y a pas de sens d’interpréter ‹ á › comme /a/ suivi d’un autre /a/, c’est-à-dire de décomposer les syllabes longues en deux mores : en effet, l'accent de mot frappant une voyelle longue s’applique sans distinction de mores (a contrario du serbe, du croate ou du grec ancien).

### Diphtongues
Il y a trois diphtongues en tchèque :
- /aʊ̯/ représenté par au (presque uniquement dans les mots d’origine étrangère) ;
- /eʊ̯/ représenté par eu (uniquement dans les mots d’origine étrangère) ;
- /oʊ̯/ représenté par ou ; selon la morphologie du mot, ou est un digramme représentant la diphtongue /oʊ̯/, comme dans mouka (deux syllabes : mouk-a) « farine », ou bien représente deux graphèmes appartenant à deux parties de mots comme dans nedouk (trois syllabes : ne-do-uk) « demi-savant ».

### Consonnes
| Point d'articulation → | Consonne labiale   | Consonne labiale | Consonne coronale   | Consonne coronale        | Consonne dorsale  | Consonne dorsale | Consonne glottale | Consonne glottale |
| Mode d'articulation ↓  | Consonne bilabiale | Labio‐ dental    | Consonne alvéolaire | Consonne post-alvéolaire | Consonne palatale | Consonne vélaire | Glottale          | Glottale          |
| Nasale                 | m                  | (ɱ)              | n                   | n                        | ɲ                 | (ŋ)              |                   |                   |
| Occlusive              | p b                |                  | t d                 | t d                      | c ɟ               | k ɡ              | (ʔ)               |                   |
| Fricative              |                    | f v              | s z                 | ʃ ʒ                      |                   | x (ɣ)            | (h) ɦ             | (h) ɦ             |
| Spirante               |                    |                  |                     |                          | j                 |                  | (h) ɦ             | (h) ɦ             |
| Roulée                 |                    |                  | r r̝*                | r r̝*                     |                   |                  |                   |                   |
| Spirante latérale      |                    |                  | l                   | l                        |                   |                  |                   |                   |

La lettre « ř » représente un phonème réputé spécifique au tchèque. Mazon décrit ce « ř si caractéristique du tchèque ». Il combine les vibrations de la langue d’un « r » roulé et le bruit de friction de la chuintante « j ». C’est une consonne dorsoalvéolaire roulée dont la variante principale est voisée, qui se transcrit comme /r̝/ (ou /ɼ/ dans le système API d’avant 1989).
La fricative voisée /ɦ/ est produite par resserrement du chenal buccal au niveau du larynx lors de l’émission de la voix. (Elle ne doit pas être confondue avec la fricative sourde — dite « expirée » — de l’anglais « holiday »). Elle est notée « h » devant une voyelle.
Le digramme « ch » /x/, mais également « h » ailleurs que devant une voyelle, note le correspondant sourd de la précédente. Sa réalisation est comparable à l’allemand « Ach! », mais plus douce.
En outre, comme on l’a dit, il existe une corrélation de mouillure pour les dentales occlusives et sonantes ; les consonnes molles sont très nettement palatalisées :
- « ď » (/ɟ/) est proche du français « dieu » ;
- « ň » (/ɲ/) est proche de « rossignol » ;
- « ť » (/c/) est proche de « tiens ».

Les sonantes [r], [m] et [l] peuvent fonctionner comme sommet de syllabe (à l’instar de voyelles) et permettent des mots autrement dépourvus de voyelles comme zmrzl « il a gelé » ; ztvrdl « il a durci » ; scvrkl « il a rétréci » ; čtvrthrst « quart de poignée » ; blb « imbécile » ; vlk « loup » ; smrt « la mort ». Cette propriété est illustrée dans un virelangue célèbre : Strč prst skrz krk « mets ton doigt en travers de la gorge ».
Le tchèque considère le [m], le [r] et le [l] comme des semi-voyelles. Lorsqu’elles jouent ce rôle, elles sont toujours dures. Par exemple, la règle de l’adjonction de voyelles euphoniques, devant un mot commençant par deux consonnes, ne s’applique pas si le mot commence par l’un de ces deux phonèmes : ve kterém « dans lequel » mais v kleci « dans la cage ».
À la fin des mots et devant sourdes, les consonnes sonores (voisées) sont assourdies : lev « lion » se prononce comme s’il était écrit « lef » et batoh « sac » se prononce comme « batoch ».

### Initiale des mots
Plusieurs phénomènes interviennent à l'initiale des mots.
On constate l'insertion d'un coup de glotte devant voyelles. Ce coup de glotte est traité comme une consonne sourde, et entraîne par conséquent l'assourdissement des consonnes voisées (sonores) qui précèdent : pod oknem [potʔoknem] « sous la fenêtre ». La prononciation [podoknem], jugée plus relâchée, se rencontre lorsque le débit est plus rapide.
Dans la langue familière, devant l'initiale o- se développe parfois la prothèse [v]: ainsi okno se dit souvent vokno.
Ces phénomènes permettent de distinguer l'initiale absolue du mot de l'initiale du groupe plus large, incluant les particules atones (clitiques), qui porte l'accent.

### Accent
L'accent est toujours porté sur la première syllabe du mot. Il existe des exceptions.
Les prépositions monosyllabiques forment une unité avec le mot suivant si celui-ci n'est pas plus long que trois syllabes. L'accent est alors placé sur la préposition : par exemple ˈPraha (Prague) → ˈdo Prahy (vers Prague). Cette règle n'est pas appliquée pour les longs mots, par exemple : ˈna ˈkoloˌnádě.
Des mots monosyllabiques (par exemple : mi (moi), ti (tu), to (ça), se, si (même), jsem (suis), jsi (es), etc.) sont des clitiques. Ils n'ont pas d'accent et forment une unité avec les mots précédents. Un clitique ne peut pas être le premier mot d'une phrase. Un autre mot doit le précéder. Par exemple : ˈNapsal jsem ti ˈten ˈdopis, Je t'ai écrit cette lettre.
Les mots de plus deux syllabes ont d'autres accents. Placés sur les syllabes impaires, ils sont beaucoup moins marqués que le premier accent, dont ils constituent une sorte d'« écho ». Par exemple : ˈnej.krás.ˌněj.ší (le plus beau).
L'accent n'influence pas la longueur des voyelles. Ceci offre quatre possibilités, caractéristiques du rythme en tchèque :
- voyelle courte accentuée
- voyelle courte inaccentuée
- voyelle longue accentuée
- voyelle longue inaccentuée

## Morphologie
La langue comporte des noms (podstatné jméno), des adjectifs (přídavné jméno), des pronoms (zájmeno), des numéraux (číslovka), des verbes (sloveso), des adverbes (příslovce), des prépositions (předložka), des conjonctions (spojka), des particules, (částice) et des interjections (citoslovce). En revanche, il n'existe pas d'article en tchèque mais il est toujours possible d'utiliser un pronom démonstratif à la place, ce qui donne une certaine emphase.
Les noms, adjectifs, pronoms et numéraux se déclinent. Les verbes se conjuguent. Les adverbes, prépositions, conjonctions, particules et interjections sont invariables.

## Déclinaisons

### Classification des cas
La langue tchèque comporte sept cas que les enfants à l'école mémorisent ainsi :
| Rang | Cas                    | Pronom interrogatif                     |
| ---- | ---------------------- | --------------------------------------- |
| 1.   | Nominatif              | kdo / co? (qui / quoi ?)                |
| 2.   | Génitif                | bez koho / čeho? (sans qui / quoi ?)    |
| 3.   | Datif                  | komu / čemu? (à qui / à quoi ?)         |
| 4.   | Accusatif              | vidím koho / co? (je vois qui / quoi ?) |
| 5.   | Vocatif                | volám (j'appelle)                       |
| 6.   | Prépositionel, locatif | o kom / čem? (à propos de qui / quoi ?) |
| 7.   | Instrumental           | s kým / čím? (avec qui / quoi ?)        |

Cependant, le slaviste français Claude Kastler propose un tableau modernisé des déclinaisons dans son manuel La langue tchèque.
Il exclut le vocatif des déclinaisons et considère le locatif comme une forme particulière du datif, adoptée par certains mots après les prépositions : na, v, při, o, po. Pour les besoins de mémorisation, il adopte la classification suivante :
1. Nominatif (lié au vocatif)
2. Accusatif
3. Génitif
4. Datif (lié au locatif)
5. Instrumental

Cette présentation, qui reflète les phénomènes de syncrétismes (coïncidences formelles) réunissant certaines formes de nominatif, d'accusatif et de génitif, n'est autre que celle utilisée de longue date par les spécialistes de grammaire comparée slave et fut acclimatée dans la description francophone des idiomes modernes slaves par les russisants. Elle est suivie par de nombreux manuels de tchèque pour les étrangers, ou encore dans l'unique grammaire en tchèque du tchèque pour les étrangers, Čeština jazyk cizí d'Ivan Poldauf et Karel Šprunk. C'est celle-ci qui est adoptée dans cet article.
Le vocatif est utilisé à l'écrit et dans les situations de communication orales quand on s'adresse à une personne : ahoj Marku! (« salut Marc ! »), mais il tend à se simplifier et l'on dira couramment Vážený pane Novák (« cher monsieur Novák ») au lieu de Vážený pane Nováku. Il est possible d'utiliser le vocatif pour des objets en procédant à une personnification.
En plus de ces sept cas, les déclinaisons se distinguent par le nombre (singulier et pluriel), les trois genres (masculin, féminin, neutre) ou plutôt quatre puisque le masculin a deux formes type : le masculin animé (hommes ou animaux) et le masculin inanimé (objet). La déclinaison diffère également en fonction de la dernière consonne (« dure » ou « molle ») de la racine du mot. Les déclinaisons standards sont donc d'une grande complexité grammaticale.

### Facteurs contraignant le choix du cas
- La préposition précédente. Certaines prépositions (předložky) forcent l'utilisation d'un cas particulier.
  - génitif : během (pendant), podle/dle (selon), vedle (à côté), kolem (autour), okolo (autour), do (dans), od(e) (de), z(e) (de), bez(e) (sans), místo (à la place de).
  - datif : k(e) (vers), proti (contre), díky (grâce à), naproti (à l'opposé de).
  - accusatif : skrz(e) (à travers), pro (pour), na (sur).
  - locatif : o (au sujet de), na (sur), při (dans), v (dans), po (après).
  - instrumental : za (derrière), před (devant), mezi (entre), pod(e) (sous), s(e) (avec), nad(e) (au-dessus).
- Le verbe précédent. Certains verbes forcent également des cas précis. De la même manière, certains verbes français demandent l'utilisation d'une préposition.
  - zeptat se = demander
  - zeptat se někoho (génitif) = demander à quelqu’un
  - pomoct = aider
  - pomoct někomu (datif) = aider quelqu’un
- Le genre et le nombre

#### Différentes déclinaisons exemplaires
Pour chaque genre, il existe une déclinaison exemplaire « dure » et « molle ». En plus de cette paire, il faut quelques déclinaisons atypiques. Elles sont le plus souvent non productives, et utilisées pour des termes « archaïques ». Il existe par exemple le féminin en « _ost » et le neutre quasi-invariant en « _í ». Les grammaires tchèques proposent des déclinaisons exemplaires, qui servent de modèles à la déclinaison des autres mots.
- Masculin animé
  - pán (student), syn, voják
  - muž, cizinec, rodič
  - předseda, paňáca (rikša)
  - soudce
  - génius
  - hajný (qui se décline comme l'adjectif mladý)
  - průvodčí (qui se décline comme l'adjectif jarní)
- Masculin inanimé
  - hrad, les
  - stroj
  - cyklus
- Féminin
  - žena, Máňa, lidičky
  - růže (nůše / tabule / židle)
  - píseň (skříň)
  - kost (místnost), lidé
  - idea
  - hajná (qui se décline comme l'adjectif mladý)
  - průvodčí (qui se décline comme l'adjectif jarní)
- Neutre
  - město, středisko (hledisko), jablko (brko), pončo
  - moře, bojiště, vejce
  - kuře
  - stavení (nádraží)
  - rámě
  - muzeum
  - drama
  - vstupné (qui se décline comme l'adjectif mladý)
  - telecí (qui se décline comme l'adjectif jarní)

En outre, le tchèque possède un système parallèle de déclinaisons propre à la langue parlée, qui s'ajoute à cet ensemble complexe.

### Déclinaison des substantifs

#### Masculin animé
La plupart des substantifs masculins se terminent par une consonne.
| Singulier | Nominatif    | pán              | muž           | předseda             | soudce            |
| Singulier | Vocatif      | pane! diváku!    | muži!         | předsedo!            | soudce!           |
| Singulier | Accusatif    | pána             | muže          | předsedu             | soudce            |
| Singulier | Génitif      | pána             | muže          | předsedy             | soudce            |
| Singulier | Datif        | pánovi, pánu     | mužovi, muži  | předsedovi           | soudci, soudcovi  |
| Singulier | Locatif      | pánovi, pánu     | mužovi, muži  | předsedovi           | soudci, soudcovi  |
| Singulier | Instrumental | pánem            | mužem         | předsedou            | soudcem           |
| Pluriel   | Nominatif    | pánové, páni     | mužové, muži  | předsedové           | soudci, soudcové  |
| Pluriel   | Vocatif      | pánové! páni!    | mužové! muži! | předsedové!          | soudci! soudcové! |
| Pluriel   | Accusatif    | pány             | muže          | předsedy             | soudce            |
| Pluriel   | Génitif      | pánů             | mužů          | předsedů             | soudců            |
| Pluriel   | Datif        | pánům            | mužům         | předsedům            | soudcům           |
| Pluriel   | Locatif      | pánech, divácích | mužích        | předsedech, kolezích | soudcích          |
| Pluriel   | Instrumental | pány             | muži          | předsedy             | soudci            |

#### Masculin inanimé
| Singulier | Nominatif    | hrad                      | stroj    |
| Singulier | Vocatif      | hrade! zámku!             | stroji!  |
| Singulier | Accusatif    | hrad                      | stroj    |
| Singulier | Génitif      | hradu ; lesa              | stroje   |
| Singulier | Datif        | hradu                     | stroji   |
| Singulier | Locatif      | hradu, hradě ; lesu, lese | stroji   |
| Singulier | Instrumental | hradem                    | strojem  |
| Pluriel   | Nominatif    | hrady                     | stroje   |
| Pluriel   | Vocatif      | hrady!                    | stroje!  |
| Pluriel   | Accusatif    | hrady                     | stroje   |
| Pluriel   | Génitif      | hradů                     | strojů   |
| Pluriel   | Datif        | hradům                    | strojům  |
| Pluriel   | Locatif      | hradech ; zámcích         | strojích |
| Pluriel   | Instrumental | hrady                     | stroji   |

#### Féminin
La plupart des substantifs féminins se terminent par les voyelles « a » ou « e ».
| Singulier | Nominatif    | žena         | růže   | píseň   | kost    |
| Singulier | Vocatif      | ženo!        | růže!  | písni!  | kosti!  |
| Singulier | Accusatif    | ženu         | růži   | píseň   | kost    |
| Singulier | Génitif      | ženy         | růže   | písně   | kosti   |
| Singulier | Datif        | ženě ; škole | růži   | písni   | kosti   |
| Singulier | Locatif      | ženě ; škole | růži   | písni   | kosti   |
| Singulier | Instrumental | ženou        | růží   | písní   | kostí   |
| Pluriel   | Nominatif    | ženy         | růže   | písně   | kosti   |
| Pluriel   | Vocatif      | ženy!        | růže!  | písně!  | kosti!  |
| Pluriel   | Accusatif    | ženy         | růže   | písně   | kosti   |
| Pluriel   | Génitif      | žen          | růží   | písní   | kosti   |
| Pluriel   | Datif        | ženám        | růžím  | písním  | kostem  |
| Pluriel   | Locatif      | ženách       | růžích | písních | kostech |
| Pluriel   | Instrumental | ženami       | růžemi | písněmi | kostmi  |

#### Neutre
La plupart des substantifs neutres se terminent par la voyelle « o ».
| Singulier | Nominatif    | město        | moře   | kuře     | stavení   |
| Singulier | Vocatif      | město!       | moře!  | kuře!    | stavení!  |
| Singulier | Accusatif    | město        | moře   | kuře     | stavení   |
| Singulier | Génitif      | města        | moře   | kuřete   | stavení   |
| Singulier | Datif        | městu        | moři   | kuřeti   | stavení   |
| Singulier | Locatif      | městě, městu | moři   | kuřeti   | stavení   |
| Singulier | Instrumental | městem       | mořem  | kuřetem  | stavením  |
| Pluriel   | Nominatif    | města        | moře   | kuřata   | stavení   |
| Pluriel   | Vocatif      | města!       | moře!  | kuřata!  | stavení!  |
| Pluriel   | Accusatif    | města        | moře   | kuřata   | stavení   |
| Pluriel   | Génitif      | měst         | moří   | kuřat    | stavení   |
| Pluriel   | Datif        | městům       | mořím  | kuřatům  | stavením  |
| Pluriel   | Locatif      | městech      | mořích | kuřatech | staveních |
| Pluriel   | Instrumental | městy        | moři   | kuřaty   | staveními |

Les mots d'origine latine se terminant par -um se déclinent selon le modèle město: muzeum, muzea, muzeu, muzeum …
Quelques-uns de ces mots ont été « acclimatés » et ont une déclinaison tchèque habituelle.
Les numéraux se déclinent également. Le numéral « deux », par exemple, se décline de la manière suivante :
| Nominatif    | dva / dvě |
| Vocatif      | dva / dvě |
| Accusatif    | dva / dvě |
| Génitif      | dvou      |
| Datif        | dvěma     |
| Locatif      | (o) dvou  |
| Instrumental | dvěma     |

Le pronom « oba », « nous deux », « eux deux », « ces deux choses », vestige du duel indo-européen, a une déclinaison identique à ce numéral. Cette déclinaison a la particularité d'avoir un datif, non pas similaire au locatif, mais à l'instrumental.

### Déclinaison des adjectifs
Les adjectifs se déclinent selon le genre et le nombre du substantif auquel ils se rapportent :
- mladý muž (jeune homme) (masculin)
- mladá žena (jeune femme) (féminin)
- mladé víno (jeune vin) (neutre)

Il existe aussi des déclinaisons exemplaires d'adjectifs :
- mladý (dobrý) – base dure
- jarní – base molle
- otcův – adjectif d'appartenance masculin
- matčin – adjectif d'appartenance féminin

#### Déclinaison en base dure
| Nombre    | Cas          | Masculin animé | Masculin inanimé | Féminin | Neutre  |
| --------- | ------------ | -------------- | ---------------- | ------- | ------- |
| Singulier | Nominatif    | mladý          | mladý            | mladá   | mladé   |
| Singulier | Vocatif      | mladý!         | mladý!           | mladá!  | mladé!  |
| Singulier | Accusatif    | mladého        | mladý            | mladou  | mladé   |
| Singulier | Génitif      | mladého        | mladého          | mladé   | mladého |
| Singulier | Datif        | mladému        | mladému          | mladé   | mladému |
| Singulier | Locatif      | mladém         | mladém           | mladé   | mladém  |
| Singulier | Instrumental | mladým         | mladým           | mladou  | mladým  |
| Pluriel   | Nominatif    | mladí          | mladé            | mladé   | mladá   |
| Pluriel   | Vocatif      | mladí!         | mladé!           | mladé!  | mladá!  |
| Pluriel   | Accusatif    | mladé          | mladé            | mladé   | mladá   |
| Pluriel   | Génitif      | mladých        | mladých          | mladých | mladých |
| Pluriel   | Datif        | mladým         | mladým           | mladým  | mladým  |
| Pluriel   | Locatif      | mladých        | mladých          | mladých | mladých |
| Pluriel   | Instrumental | mladými        | mladými          | mladými | mladými |

#### Déclinaison en base molle
| Nombre    | Cas          | Masculin animé | Masculin inanimé | Féminin | Neutre  |
| --------- | ------------ | -------------- | ---------------- | ------- | ------- |
| Singulier | Nominatif    | jarní          | jarní            | jarní   | jarní   |
| Singulier | Vocatif      | jarní!         | jarní!           | jarní!  | jarní!  |
| Singulier | Accusatif    | jarního        | jarní            | jarní   | jarní   |
| Singulier | Génitif      | jarního        | jarního          | jarní   | jarního |
| Singulier | Datif        | jarnímu        | jarnímu          | jarní   | jarnímu |
| Singulier | Locatif      | jarním         | jarním           | jarní   | jarním  |
| Singulier | Instrumental | jarním         | jarním           | jarní   | jarním  |
| Pluriel   | Nominatif    | jarní          | jarní            | jarní   | jarní   |
| Pluriel   | Vocatif      | jarní!         | jarní!           | jarní!  | jarní!  |
| Pluriel   | Accusatif    | jarní          | jarní            | jarní   | jarní   |
| Pluriel   | Génitif      | jarních        | jarních          | jarních | jarních |
| Pluriel   | Datif        | jarním         | jarním           | jarním  | jarním  |
| Pluriel   | Locatif      | jarních        | jarních          | jarních | jarních |
| Pluriel   | Instrumental | jarními        | jarními          | jarními | jarními |

#### Adjectif d'appartenance
Les adjectifs d'appartenance se forment à partir des substantifs animés de genre masculin ou féminin, au singulier :
- otec → otcův
- matka → matčin

| Nombre    | Cas          | Masculin animé      | Masculin inanimé    | Féminin             | Neutre              |
| --------- | ------------ | ------------------- | ------------------- | ------------------- | ------------------- |
| Singulier | Nominatif    | otcův, matčin       | otcův, matčin       | otcova, matčina     | otcovo, matčino     |
| Singulier | Vocatif      | otcův, matčin       | otcův, matčin       | otcova, matčina     | otcovo, matčino     |
| Singulier | Accusatif    | otcova, matčina     | otcův, matčin       | otcovu, matčinu     | otcovo, matčino     |
| Singulier | Génitif      | otcova, matčina     | otcova, matčina     | otcovy, matčiny     | otcova, matčina     |
| Singulier | Datif        | otcovu, matčinu     | otcovu, matčinu     | otcově, matčině     | otcovu, matčinu     |
| Singulier | Locatif      | otcově, matčině     | otcově, matčině     | otcově, matčině     | otcově, matčině     |
| Singulier | Instrumental | otcovým, matčiným   | otcovým, matčiným   | otcovou, matčinou   | otcovým, matčiným   |
| Pluriel   | Nominatif    | otcovi, matčini     | otcovy, matčiny     | otcovy, matčiny     | otcova, matčina     |
| Pluriel   | Vocatif      | otcovi, matčini     | otcovy, matčiny     | otcovy, matčiny     | otcova, matčina     |
| Pluriel   | Accusatif    | otcovy, matčiny     | otcovy, matčiny     | otcovy, matčiny     | otcova, matčina     |
| Pluriel   | Génitif      | otcových, matčiných | otcových, matčiných | otcových, matčiných | otcových, matčiných |
| Pluriel   | Datif        | otcovým, matčiným   | otcovým, matčiným   | otcovým, matčiným   | otcovým, matčiným   |
| Pluriel   | Locatif      | otcových, matčiných | otcových, matčiných | otcových, matčiných | otcových, matčiných |
| Pluriel   | Instrumental | otcovými, matčinými | otcovými, matčinými | otcovými, matčinými | otcovými, matčinými |

Exemples :
- otcův dům (la maison de mon père)
- matčino auto (la voiture de ma mère)

### Plusieurs pluriels
Vestige du duel indo-européen, le tchèque conserve un pronom oba (nous deux ou eux deux) qui se décline. On retrouve la même déclinaison pour les substantifs désignant des parties symétriques du corps humain, comme ruka (la main), noha (la jambe) ou oko (l'œil).
1. ruka – nominatif singulier
2. ruce – nominatif et accusatif pluriels
3. rukou – génitif pluriel
4. rukou – locatif pluriel
5. rukama – instrumental pluriel

Le tchèque décline différemment la jambe d'un être humain et le pied d'une table, bien que les deux mots aient le même nominatif singulier : noha (la jambe).
Il comporte en outre deux pluriels suivant le numéral qui précède le substantif. De deux à quatre on utilise le pluriel normal, c'est-à-dire le cas approprié au pluriel. À partir de cinq et au-delà, on utilise le seul génitif pluriel (c.f. la forme française beaucoup de… ou plein de…). Certains termes comme spousta (beaucoup), tolik (tellement) forcent également l'utilisation de ce génitif pluriel.
- jeden hrad (un château)
- dva hrady, tři hrady, čtyři hrady (deux, trois, quatre châteaux)
- pět hradů, šest hradů… (cinq, six châteaux…)

## Formes verbales
La conjugaison possède plusieurs modes : l'infinitif, l'indicatif, le subjonctif, l'impératif, le gérondif.

### Infinitif
L'infinitif possède la terminaison -t. Dans le tchèque littéraire, on trouve éventuellement la terminaison -ti; voire -ci pour quelques verbes en « -ct ». Par exemple, « pouvoir » peut se dire : Moct ou Moci.

### Indicatif
Claude Kastler propose plusieurs temps pour l'indicatif : le personnel, le passé et le futur.

#### Personnel
L'indicatif possède un unique temps simple, intitulé personnel dans la grammaire de Claude Kaster. Il a valeur de présent pour les verbes imperfectifs. Pour les verbes perfectifs, il a le plus souvent valeur de futur, mais également de présent.
Il se fléchit en nombre (singulier / pluriel) et personne (1, 2, 3) :
| Personne | Singulier | Pluriel         |
| -------- | --------- | --------------- |
| 1.       | -m/-i/-u  | -me             |
| 2.       | -š        | -te             |
| 3.       | -á/-í/-e  | -ají/-(ej)í/-ou |

Les verbes tchèques se classent parmi cinq groupes, selon leur terminaison au présent.

#### Passé
Le passé est construit à l'aide :
- de l'auxiliaire být (« être ») conjugué dont le rôle est d'indiquer la personne et le nombre ;
- et du participe passé, avec un suffixe en « -l » :

| Singulier | Singulier   | Singulier   | Pluriel        | Pluriel                    | Pluriel     |
| Masculin  | Féminin     | Neutre      | Masculin animé | Masculin inanimé & Féminin | Neutre      |
| byl dělal | byla dělala | bylo dělalo | byli dělali    | byly dělaly                | byla dělala |

Exemple de conjugaison au passé :
| Personne | Singulier  | Pluriel     |
| -------- | ---------- | ----------- |
| 1.       | dělal jsem | dělali jsme |
| 2.       | dělal jsi  | dělali jste |
| 3.       | dělal      | dělali      |

On constate que l'auxiliaire být n'est pas utilisé à la troisième personne.

#### Futur composé
Il existe également un futur composé pour les verbes imperfectifs. Il est constitué du verbe « être » conjugué et de l'infinitif du verbe, nécessairement imperfectif.
| Personne | Singulier   | Pluriel      |
| -------- | ----------- | ------------ |
| 1.       | budu dělat  | budeme dělat |
| 2.       | budeš dělat | budete dělat |
| 3.       | bude dělat  | budou dělat  |

Les verbes de mouvement construisent leur futur à l'aide des préfixes po-/pů- qui s'ajoutent au présent :
- půjdu, ponesu, povezu.

### Subjonctif
Outre les modes infinitif, indicatif et impératif, il faut signaler un conditionnel (parfois désigné « subjonctif » car il n'a pas seulement une valeur hypothétique).

#### Subjonctif présent
Il est formé à l'aide de la particule conjuguée -by et de la forme en -l accordée du verbe.
| Personne | Singulier  | Pluriel       |
| -------- | ---------- | ------------- |
| 1.       | dělal bych | dělali bychom |
| 2.       | dělal bys  | dělali byste  |
| 3.       | dělal by   | dělali by     |

#### Subjonctif passé
Peu utilisé dans la langue parlée, il tend à être remplacé par le subjonctif présent. Il se compose du verbe « être » au subjonctif, ainsi que de la forme en -l accordée du verbe.
| Personne | Singulier      | Pluriel            |
| -------- | -------------- | ------------------ |
| 1.       | byl bych dělal | byli bychom dělali |
| 2.       | byl bys dělal  | byli byste dělali  |
| 3.       | byl by dělal   | byli by dělali     |

### Impératif
L'impératif se forme pour la seconde personne du singulier et du pluriel, ainsi que pour la première personne du pluriel.
Pour la seconde personne du singulier, les verbes dont le radical se termine par une seule consonne ont une terminaison en -0, tandis que les verbes dont le radical se termine par deux consonnes ont une terminaison -i/-ej (selon le groupe du verbe).
Pour la seconde personne du pluriel, on ajoute la terminaison -te/-ete/-ejte.
Pour la première personne du pluriel on ajoute la terminaison -me/-eme/-ejme.
Exemples :
- buď! buďte! buďme!
- spi! spěte! spěme!
- dělej! dělejte! dělejme!

L'impératif de la troisième personne s'exprime à l'aide de la conjonction at' .

### Gérondif
Le gérondif n'est utilisé qu'à l'écrit dans une langue soutenue. Il varie en genre et en nombre avec le sujet.
Les verbes imperfectifs forment leur gérondif à l'aide du suffixe : -ouc. Les verbes perfectifs le forment à l'aide du suffixe : -vš-

### Passif
Il existe deux formes du passif :
1. À l'aide du verbe « être » (být) et du prédicatif passif :
  - Město bylo založeno ve 14. století. (La ville a été fondée au XIVe siècle.)
2. Le passif pronominal, lorsque le verbe est accompagné de la particule pronominale « se » :
  - Ono se neudělalo. (Ça ne s'est pas fait.)
  - To se vyrábí v Číně. (Ça se fabrique en Chine.)

### Négation enclitique
La négation s'exprime à l'aide du préfixe « ne- ». Au futur, ce préfixe s'ajoute à l'auxiliaire « être » ; au passé et conditionnel, il s'ajoute au participe :
- nedělat
- nedělám
- nedělej!
- nedělal jsem
- nebudu dělat
- nedělal bych
- byl bych neudělal nebo nebyl bych udělal
- není děláno

Les phrases tchèques accumulent les termes négatifs :
- Nic nemám. (Je n'ai rien)
- Nikdy to nikomu neříkej. (Ne le dis jamais à personne.)

### Groupes verbaux
Le tchèque possède cinq classes de verbes. Il existe des exceptions, telles que jíst, vědět, vidět, mít, chtít et jít.
1. -e :
  - La base est terminée par une consonne dure, devant la forme en « -l » du passé, se trouve la voyelle « a » :

1. -     - nese – nesl
    - bere – bral

  - La base est terminée par une consonne molle.
    - maže – mazal
    - peče – pekl
    - umře – umřel (tře – třel)
2. Les verbes formées avec le suffixe -nout à l'infinitif et la terminaison -ne au présent.
  - tiskne – tiskl
  - mine – minul
  - začne – začal
3. Les verbes dont la terminaison à la troisième personne du présent est -je
  - kryje – kryl
  - kupuje – kupoval
4. Les verbes dont la terminaison à la troisième personne du présent est la voyelle longue -í
  - prosí – prosil
  - trpí – trpěl
  - sází – sázel
5. Les verbes dont la terminaison à la troisième personne du présent est la voyelle longue -á
  - dělá – dělal

#### Premier groupe
| Infinitif           | nést                                | číst                           | péct                                  | třít                          | brát                                | mazat                               |
| ------------------- | ----------------------------------- | ------------------------------ | ------------------------------------- | ----------------------------- | ----------------------------------- | ----------------------------------- |
| Français            | porter                              | lire                           | faire cuire                           | frotter                       | prendre                             | enduire                             |
| Présent             | nesu neseš nese neseme nesete nesou | čtu čteš čte čteme čtete čtou  | peču pečeš peče pečeme pečete pečou   | třu třeš tře třeme třete třou | beru bereš bere bereme berete berou | mažu mažeš maže mažeme mažete mažou |
| Forme en -l (passé) | nesl                                | četl                           | pekl                                  | třel                          | bral                                | mazal                               |
| Participe passé     | nesen                               | čten                           | pečen                                 | třen                          | brán                                | mazán                               |
| Impératif           | nes! neste! nesme!                  | čti! čtěte! čtěme!             | peč! pečte! pečme!                    | tři! třete! třeme!            | ber! berte! berme!                  | maž! mažte! mažme!                  |
| Gérondif présent    | nesa nesouc nesouce                 | čta čtouc čtouce               | peka/peče pekouc/pečíc pekouce/pečíce | tra trouc trouce              | bera berouc berouce                 | maže mažíc mažíce                   |
| Gérondif passé      | (do)nes (do)nesši (do)nesše         | (pře)čet (pře)četši (pře)četše | (u)pek (u)pekši (u)pekše              | (u)třev (u)třevši (u)třevše   | (se)brav (se)bravši (se)bravše      | (na)mazav (na)mazavši (na)mazavše   |

La plupart des verbes ont les terminaisons 0/-te/-me à l'impératif. Les verbes avec un radical finissant par deux consonnes ont pour terminaisons à l'impératif : -i/-ete/-eme.

#### Second groupe
| Infinitif               | tisknout                                        | minout                              | začít                                     |
| ----------------------- | ----------------------------------------------- | ----------------------------------- | ----------------------------------------- |
| Français                | imprimer                                        | manquer                             | commencer                                 |
| Présent                 | tisknu tiskneš tiskne tiskneme tisknete tisknou | minu mineš mine mineme minete minou | začnu začneš začne začneme začnete začnou |
| Forme en « -l » (Passé) | tiskl                                           | minul                               | začal                                     |
| Participe passé         | tisknut/tištěn                                  | minut                               | začnut                                    |
| Impératif               | tiskni! tiskněte! tiskněme!                     | miň! miňte! miňme!                  | začni! začněte! začněme!                  |
| Gérondif présent        | tiskna tisknouc tisknouce                       | mina minouc minouce                 |                                           |
| Gérondif passé          | (při)tisknuv (při)tisknuvši (při)tisknuvše      | minuv minuvši minuvše               | začav začavši začavše                     |

#### Troisième groupe
| Infinitif               | krýt                                                    | kupovat                                                         |
| ----------------------- | ------------------------------------------------------- | --------------------------------------------------------------- |
| Français                | cacher                                                  | acheter                                                         |
| Présent                 | kryji, kryju kryješ kryje kryjeme kryjete kryjí, kryjou | kupuji, kupuju kupuješ kupuje kupujeme kupujete kupují, kupujou |
| Forme en « -l » (Passé) | kryl                                                    | kupoval                                                         |
| Participe passé         | kryt                                                    | kupován                                                         |
| Impératif               | kryj! kryjte! kryjme!                                   | kupuj! kupujte! kupujme!                                        |
| Gérondif présent        | kryje kryjíc kryjíce                                    | kupujíce kupujíc kupujíce                                       |
| Gérondif passé          | (za)kryv (za)kryvši (za)kryvše                          | kupovav kupovavši kupovavše                                     |

#### Quatrième groupe
| Infinitif               | Prosit                                    | čistit                                    | trpět                               | sázet                                       |
| ----------------------- | ----------------------------------------- | ----------------------------------------- | ----------------------------------- | ------------------------------------------- |
| Français                | demander                                  | laver                                     | souffrir                            | planter                                     |
| Présent                 | prosím prosíš prosí prosíme prosíte prosí | čistím čistíš čistí čistíme čistíte čistí | trpím trpíš trpí trpíme trpíte trpí | sázím sázíš sází sázíme sázíte sázejí, sází |
| Forme en « -l » (Passé) | prosil                                    | čistil                                    | trpěl                               | sázel                                       |
| Participe passé         | prošen                                    | čištěn                                    | trpěn                               | sázen                                       |
| Impératif               | pros! proste! prosme!                     | čisti! čistěte! čistěme!                  | trp! trpte! trpme!                  | sázej! sázejte! sázejme!                    |
| Gérondif présent        | prose prosíc prosíce                      | čistě čistíc čistíce                      | trpě trpíc trpíce                   | sázeje sázejíc sázejíce                     |
| Gérondif passé          | prosiv prosivši prosivše                  | (vy)čistiv (vy)čistivši (vy)čistivše      | (s)trpěv (s)trpěvši (s)trpěvše      | (vy)sázev (vy)sázevši (vy)sázevše           |

La plupart des verbes ont les terminaisons -i/-ete/-eme à l'impératif. Les verbes avec un radical finissant par deux consonnes ont pour terminaisons à l'impératif : --i/-ěte/-ěme.

#### Cinquième groupe
| Infinitif               | dělat                                 |
| ----------------------- | ------------------------------------- |
| Français                | faire                                 |
| Présent                 | dělám děláš dělá děláme děláte dělají |
| Forme en « -l » (Passé) | dělal                                 |
| Participe passé         | dělán                                 |
| Impératif               | dělej! dělejte! dělejme!              |
| Gérondif présent        | dělaje dělajíc dělajíce               |
| Gérondif passé          | dělav dělavši dělavše                 |

#### Irréguliers
| Infinitif        | být                        | mít                       | jít                                      | jíst sníst                                                      | vidět                               | vědět                          | chtít                                     |
| ---------------- | -------------------------- | ------------------------- | ---------------------------------------- | --------------------------------------------------------------- | ----------------------------------- | ------------------------------ | ----------------------------------------- |
| Français         | être                       | avoir                     | aller, marcher                           | manger                                                          | voir                                | savoir                         | vouloir                                   |
| Présent          | jsem jsi je jsme jste jsou | mám máš má máme máte mají | jdu jdeš jde jdeme jdete jdou            | jím, sním jíš, sníš jí, sní jíme, sníme jíte, sníte jedí, snědí | vidím vidíš vidí vidíme vidíte vidí | vím víš ví víme víte vědí      | chci chceš chce chceme chcete chtějí      |
| Participe passé  | byl                        | měl                       | šel, šla, šlo šli, šli, šla              | jedl, snědl                                                     | viděl                               | věděl                          | chtěl                                     |
| Passif           | (-byt)                     | ---                       | (-jit)                                   | jeden, sněden                                                   | viděn                               | věděn                          | chtěn                                     |
| Impératif        | buď! buďte! buďme!         | měj! mějte! mějme!        | jdi, pojď! jděte, pojďte! jděme, pojďte! | jez, sněz! jezte, snězte! jezme, snězme!                        | viz! vizte! vizme!                  | věz! vězte! vězme!             | chtěj! chtějte! chtějme!                  |
| Gérondif présent | jsa jsouc jsouce           | maje majíc majíce         | jda jdouc jdouce                         | jeda jedouc jedouce                                             | vida vidouc vidouce                 | věda vědouc vědouce            | chtě/chtěje chtíc/chtějíc chtíce/chtějíce |
| Gérondif passé   | byv byvši byvše            |                           | (při)šed (při)šedši (při)šedše           | (vy)jed, sněd (vy)jedši, snědši (vy)jedše, snědše               | (u)viděv (u)viděvši (u)viděvše      | (z)věděv (z)věděvši (z)věděvše | chtěv chtěvši chtěvše                     |

Les verbes suivants ont des futurs irréguliers
- jít - půjdu, půjdeš, půjde; půjdeme, půjdete, půjdou
- být - budu, budeš, bude; budeme, budete, budou

Négation irrégulière :
- být - troisième personne du singulier: není (non pas neje)

### Aspects
Comme les autres langues slaves, le verbe tchèque possède deux aspects : le perfectif et l'imperfectif.
On signale également des procédés de dérivation jadis décrits comme des aspects bien qu'ils ne fassent que se surajouter à la division principale en perfectif et imperfectif: à valeur itérative, accomplie ou inchoative. En changeant d'aspect le verbe peut subir un changement complet du radical. C'est cette particularité qui est une des difficultés du tchèque pour l'étudiant des pays d'Europe occidentale.
Par exemple :
- dělat « faire » est un imperfectif simple: dělal jsem to - je l'ai fait, je le faisais.
- dělávat est un imperfectif à valeur itérative, obtenu par suffixation: dělávál jsem to - je le faisais régulièrement.
- udělat est un perfectif, obtenu par ajout d'un préverbe: udělal jsem to - je le fis, je l'ai fait (et ça n'a pas duré).
- dodělat est un perfectif à valeur accomplie (« faire jusqu'au bout » - préverbe do-) : dodělal jsem to - (ça y est...) j'ai fini de le faire.
- dodělávat est un imperfectif dérivé du précédent par suffixation: dodělával jsem to - j'ai fini de faire cela (voilà à quoi j'ai été occupé hier).

etc.
Dans ces exemples, la racine du verbe traduit « faire » est partout la même, ce qui n'est pas toujours le cas : brát « prendre » est le correspondant imperfectif de vzít.
La conjugaison tchèque rend sonore la personne, sujet du verbe et rend les pronoms inutiles. Ils existent néanmoins et s'utilisent pour insister :
- ona to udělala : c'est elle qui l'a fait

par opposition à :
- udělala to : elle l'a fait

Le verbe « être » peut se sous-entendre. En reprenant notre exemple ci-dessus:
- udělal jsem to : je l'ai fait (littéralement : faire au passé suis cela)
- já to udělal : c'est moi qui l'ai fait (littéralement : je cela faire au passé)

## Syntaxe
La fonction syntaxique des mots est pour l'essentiel indiquée par la déclinaison. L'ordre des mots est donc disponible pour indiquer l'insertion de l'énoncé dans son contexte énonciatif. C'est ce que les grammairiens tchèques appellent la « division actuelle de la phrase » (aktuální větné členění). C'est dans ce sens que l'ordre des mots peut être dit libre : il n'est pas contraint par la syntaxe élémentaire. En revanche, il suit les règles, impérieuses, de la division actuelle.

### Division actuelle de la phrase
L'énoncé peut être divisé en thème (« ce dont on parle ») et rhème (« ce qu'on dit du thème »), suivant un grand principe général : lorsqu'il y a un thème explicite, alors il précède, en règle générale, le rhème.
Le français assignant quant à lui une fonction syntaxique à l'ordre des mots, rend les effets de la division actuelle tchèque par divers procédés d'emphase (phrases dites « clivées » en c'est... que, par exemple), ou par le choix des déterminants (articles définis / indéfinis), etc.
- Češi udělali revoluci : « les Tchèques ont fait la révolution »
- Revoluci udělali Češi : « Ce sont les Tchèques qui ont fait la révolution »
- Češi revoluci udělali : « Les Tchèques ont vraiment fait la révolution »

De même, on comparera :
- Včera zemřel slavný herec. « Hier est mort un acteur de renom »
  - slavný herec (« acteur de renom ») est le rhème. La question sous-entendue est : Qui est mort?
- (Ten) známý herec zemřel včera. « Cet acteur de renom est mort hier »
  - včera (hier) est le rhème. La question sous-entendue est : Quand est-il mort?

Un élément appartenant au rhème d'une phrase peut être inclus au thème de la seconde, comme c'est le cas de král « le roi » qui est introduit dans le rhème jeden král:
- Byl jednou jeden král. Ten král měl tři dcery. « Il était une fois un roi. Ce roi avait trois filles »

On identifie parfois cette opposition entre thème et rhème avec la différence entre l' « information ancienne » et l' « information nouvelle ». Toutefois, un pronom de reprise - porteur d' « information ancienne » - peut être en position de rhème:
- To udělal on - « C'est lui qui a fait cela »

## Patronymes
Le nom de famille d'une femme se met au féminin, Jana Tichá porte le même patronyme que Miloš Tichý. Dans le cas présent, tichý est un adjectif et la forme féminine de cet adjectif est tichá. Quand le nom de famille est un substantif, il est le plus souvent dérivé du masculin par l'ajout de « —ová » : Eva Romanová est la sœur de Pavel Roman. La forme « —ová » est grammaticalement un génitif et implique l'idée de possession (Madame Nováková est littéralement l'épouse ou la fille de Monsieur Novák).
Jusqu'à il y a peu cette forme était obligatoire, imposée par la loi tchécoslovaque puis tchèque. On peut voir dans cette obligation, une mesure vexatoire envers les minorités allemandes ou hongroises, forcées, après avoir dominé le pays, d'adopter les usages slaves. Par exemple, Kateřina Neumannová est la fille de monsieur Neumann. Désormais, l'épouse tchèque d'un ressortissant étranger ou d'un membre d'une minorité linguistique de la Tchéquie peut choisir entre :
- garder son nom de naissance
- accoler son nom de naissance avec celui (inchangé) de son époux
- accoler son nom de naissance avec le nom slavisé de son mari
- adopter le nom, slavisé ou non, de son époux

## Dialectes et sociolectes

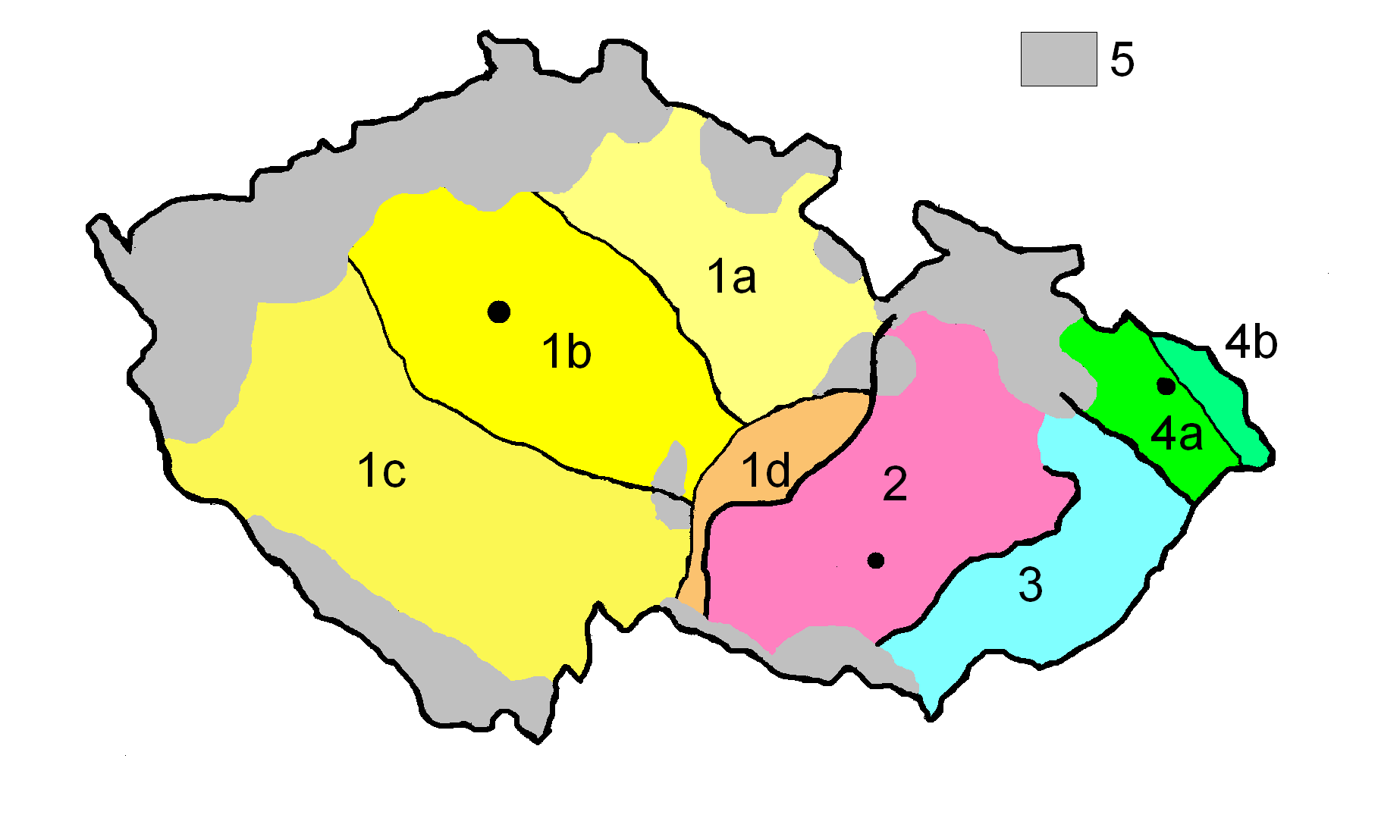
Légende:
1 – Groupe tchèque(1a – sous-groupe tchèque du nord-est, 1b – sous-groupe tchèque du centre, 1c – sous-groupe tchèque du sud-ouest, 1d – sous-groupe du tchèque morave
2 – Groupe de la Moravie centrale
3 – Groupe de la Moravie de l'est
4 – Groupe de la Silésie (4a – sous-groupe de la silésie-morave, 4b – sous-groupe de la Silésie polonaise)
5 – dialectes de divers endroits

### Dialectes
Il existe plusieurs dialectes regroupés en deux ensembles régionaux, qui ne correspondent pas exactement à la Bohême et à la Moravie. Le groupe de la Moravie de l'est comprend un sous-dialecte très influencé par le slovaque. Le groupe de la Silésie polonaise a parfois été considéré comme une langue à part, le silésien.
De plus, les régions peuplées avant 1945 par la minorité allemande ont reçu des migrants de toute l'ancienne Tchécoslovaquie et pratiquent une langue sans couleur dialectale.
Il existe également des variantes propres à chaque grande ville.
Quelques exemples :
- Les Pilsenois sont réputés pour leur accent chantant. Ils ajoutent un suffixe pa après les pronoms interrogatifs. Jak se máš? (comment vas-tu ?) devient Jakpa se máš?
- Les habitants d'Ostrava n'allongent pas les syllabes.
- En Moravie nechci (je ne veux pas) devient nechcu.
- L'argot de Brno comporte des mots comme šalina pour tramvaj (le tramway)
- En Bohême du sud-est, le ť est prononcé [j] après une voyelle. Par exemple : (zaplaťte > zaplajte)

### Sociolecte
Il existe un écart important entre le tchèque familier (obecná čeština) et la langue dite « littéraire » (spisovná čeština, qui traduit le terme allemand Schriftsprache). Cette dernière conserve certains archaïsmes hérités de sa normalisation par J. Dobrovský, laquelle s'appuyait largement sur les modèles des XVIe et XVIIe siècles. Durant tout le XXe siècle s'est poursuivi un débat animé entre « puristes » (représentés par le journal Naše řeč, publié par l'Institut de la langue tchèque) et « rénovateurs » (à commencer par les grandes figures du Cercle linguistique de Prague : Vilém Mathesius, Bohuslav Havránek).
Si le tchèque « parlé » (hovorová čeština) a réduit le nombre de déclinaisons, cela revient néanmoins à ajouter toute une batterie de cas à mémoriser en plus de l'énumération ci-dessus. Voici quelques exemples de déclinaisons « populaires » :
- Le nominatif pluriel des noms masculins animés n'est pas en « í » avec mouillure de la racine, mais en « y ».
- Le locatif pluriel se fait également sans mouillure de la racine :
  - v čůrcích devient donc v čůrkách.
- L'instrumental pluriel est le même, quel que soit le genre, la « dureté » de la dernière consonne, etc.

## Vocabulaire

### Quelques mots courants
| Mot             | Traduction  | Transcription en API | Prononciation approximative |
| --------------- | ----------- | -------------------- | --------------------------- |
| terre           | země        | [ˈzɛmɲɛ]             | zemgnè                      |
| ciel            | nebe        | [ˈnɛbɛ]              | nèbè                        |
| eau             | voda        | [ˈvoda]              | voda                        |
| feu             | oheň        | [ˈoɧɛɲ]              | ohegn                       |
| homme           | muž         | [ˈmuʃ]               | mouch                       |
| femme           | žena        | [ˈʒɛna]              | jèna                        |
| manger          | jíst        | [ˈjiːst]             | yiist                       |
| boire           | pít         | [ˈpiːt]              | piit                        |
| grand           | velký       | [ˈvɛlkiː]            | velkii                      |
| petit           | malý        | [ˈmaliː]             | malii                       |
| nuit            | noc         | [ˈnots]              | nôts                        |
| jour            | den         | [ˈdɛn]               | dèn                         |
| bonjour         | dobrý den   | [ˈdobriː dɛn]        | dobrii dèn                  |
| bonsoir         | dobrý večer | [ˈdobriː vɛtʃɛr]     | dobrii vetchèr              |
| bonne nuit      | dobrou noc  | [ˈdobrou nots]       | dobro-ou nôts               |
| merci           | děkuji      | [ˈɟɛkujɪ]            | dyèkouyi                    |
| s'il vous plaît | prosím      | [ˈprosiːm]           | prosiimm                    |